# Bromid fosforitý
Bromid fosforitý je anorganická sloučenina se vzorcem PBr3, jeden z bromidů fosforu. Za běžných podmínek se jedná o bezbarvou kapalinu, která na vzduchu dýmá (protože podléhá hydrolýze vzdušnou vlhkostí) a pronikavě páchne. Široce se používá v laboratořích na přeměny alkoholů na alkylbromidy.

## Příprava
PBr3 se připravuje působením bromu na červený fosfor. Fosfor musí být v nadbytku, aby se zabránilo tvorbě PBr5:
P4 + 6 Br2 → 4 PBr3

## Reakce
Bromid fosforitý, podobně jako chlorid a fluorid fosforitý, má vlastnosti jak Lewisovy kyseliny, tak Lewisovy zásady. Například s Lewisovou kyselinou, jako je bromid boritý, tvoří stabilní adukty, kupříkladu Br3B-PBr3. Současně ale může v mnoha reakcích reagovat jako elektrofil či Lewisova kyselina, například s aminy.
Nejdůležitějšími reakcemi PBr3 jsou ty s alkoholy, kde se hydroxylová skupina nahrazuje atomem bromu a vzniká alkylbromid. Všimněte si, že lze přenést všechny tři atomy bromu.
PBr3 + 3 ROH → 3 RBr + HP(O)(OH)2
Mechanismus (ukázaný pro primární alkohol) zahrnuje počáteční aktivaci kyslíkového atomu v molekule alkoholu elektrofilním fosforem (čímž vzniká dobrá odstupující skupina) a substituci SN2 na atomu uhlíku.
Vzhledem k substitučnímu kroku SN2 tato reakce obecně dobře funguje pro primární a sekundární alkoholy, ale selhává pro alkoholy terciární. Pokud je reakční uhlíkové centrum chirální, reakce většinou invertuje konfiguraci na alfa uhlíku alkoholu, jak je u reakcí SN2 obvyklé.
Podobnou reakcí PBr3 přeměňuje také karboxylové kyseliny na acylbromidy:
PBr3 + 3 RCOOH → 3 RCOBr + HP(O)(OH)2
PBr3 je poměrně silným redukčním činidlem, oxidace PBr3 plynným kyslíkem je mnohem bouřlivější než u PCl3. Reakce probíhá explozivně za vzniku oxidu fosforečného a bromu.

## Použití
Hlavním použitím bromidu fosforitého je přeměna primárních a sekundárních alkoholů na alkylbromidy, jak je popsáno výše. PBr3 obvykle poskytuje vyšší výtěžnost než kyselina bromovodíková a lze se vyhnout problémům s přesmykem karbokationtu. Například i neopentylbromid lze získat z alkoholu s výtěžností 60 %.
Jinou oblastí použití PBr3 je jako katalyzátor α-bromace karboxylových kyselin. Přestože se acylbromidy vyrábějí v porovnání s acylchloridy v mnohem menší míře, používají se jako meziprodukty v Hell-Volhard-Zelinského halogenaci. Nejdřív PBr3 reaguje s karboxylovou kyselinou za vzniku acylbromidu, který je při bromaci reaktivnější. Celý proces vypadá takto:
Bromid fosforitý se využívá také při výrobě léčiv, například alprazolamu, methohexitalu nebo fenoprofenu. Je též potentním zpomalovačem hoření.

## Bezpečnost
PBr3 uvolňuje žíravý bromovodík, je toxický a bouřlivě reaguje s vodou a alkoholy.
V reakcích, kde jako vedlejší produkt vzniká kyselina fosforitá, je při destilaci třeba dát pozor na to, že se tato může při teplotě nad cca 160 °C rozkládat za vzniku fosfanu, který může při kontaktu se vzduchem explodovat.